# Eugène Chaboud
Eugène Marius Chaboud (* 12. April 1907 in Lyon; † 28. Dezember 1983 in Montfermeil) war ein französischer Formel-1- und Sportwagenrennfahrer.

## Karriere
Der Sohn eines Geschäftsmannes begann als erfolgversprechender Leichtathlet. Durch die Begegnung mit Jean Trémoulet infizierte er sich jedoch mit dem Motorsportbazillus der 1930er-Jahre, sodass er mit 29 Jahren 1936 in einem Delahaye-Sportwagen sein erstes Autorennen absolvierte. Im folgenden Jahr bestritt Chaboud verschiedene Bergrennen und debütierte an der Seite Tremoulets auch in Le Mans. In Montlhéry gelang ihm der erste Sieg bei einem Bergrennen. 1938 erreichte seine noch junge Karriere bereits einen Höhepunkt, als er wieder an der Seite seines Entdeckers mit einem Delahaye das renommierte 24-Stunden-Rennen von Le Mans für sich entschied und bei der Chamonix-Rallye auf einem Lancia mit einem Sieg seine Vielseitigkeit unter Beweis stellte. 1939 engagierte ihn die Ecurie France, deren Vertrauen er mit einem Sieg beim Straßenrennen zwischen Paris und Nizza rechtfertigte.
Im ersten Rennen auf französischem Boden nach dem Zweiten Weltkrieg bewies Chaboud im untermotorisierten Delahaye mit dem dritten Platz beim Coupe des Prisonniers 1945 im Bois de Boulogne hinter Jean-Pierre Wimille und Raymond Sommer seine Klasse. 1946 gewann er mit dem Großen Preis von Belgien erneut ein Sportwagenrennen und wurde schließlich auf Delahaye und Talbot – wieder für die Ecurie France – französischer Sportwagenmeister. Als sich sein Rennstall von Delahaye trennte, wechselte er zur Ecurie Lutetia und blieb bei seiner Marke. Doch bis 1949 sprangen nur mäßige Erfolge dabei heraus; denn die Delahayes waren inzwischen nicht mehr konkurrenzfähig, sodass sich Chaboud mehr auf seine Tätigkeit als Automobilvertragshändler zurückzog, aber dennoch Le Mans bestritt und 1950 bei der Rallye Monte Carlo auf einem Simca Zweiter hinter Louis Rosier wurde.
In der neu formierten Formel 1 fuhr Chaboud 1950 und 1951 drei Grand-Prix-Rennen auf einem Talbot Lago. Seine beste Platzierung erreichte er als Fünfter beim Großen Preis von Frankreich 1950 in Reims, als er sich mit Philippe Étancelin das Steuer eines Talbots teilte, wie es damals das Reglement noch erlaubte.
Daraufhin wandte er sich wieder den Sportwagenrennen zu. Doch 1952 wurde er in Le Mans in einen Unfall verwickelt, bei dem er unter dem Fahrzeug eingeklemmt wurde. Daraufhin entschied er sich, dem Motorsport zu entsagen und fuhr bis 1953 nur noch einige Rallyes. Danach widmete er sich ganz seinen Geschäften. Chaboud war einer der wenigen semiprofessionellen Fahrer jener Ära, die rechtzeitig ohne schweren Unfall den Absprung ins Privatleben schafften.

## Statistik

### Statistik in der Automobil-Weltmeisterschaft

#### Gesamtübersicht
| Saison | Team                    | Chassis             | Motor         | Rennen | Siege | Zweiter | Dritter | Poles | schn. Rennrunden | Punkte | WM-Pos. |
| ------ | ----------------------- | ------------------- | ------------- | ------ | ----- | ------- | ------- | ----- | ---------------- | ------ | ------- |
| 1950   | Ecurie Lutetia          | Talbot-Lago T26C    | Talbot 4.5 L6 | 1      | −     | −       | −       | −     | −                | 1      | 20.     |
| 1950   | Team Philippe Etancelin | Talbot-Lago T26C-DA | Talbot 4.5 L6 | 1      | −     | −       | −       | −     | −                | 1      | 20.     |
| 1951   | Team Eugène Chaboud     | Talbot-Lago T26C-GS | Talbot 4.5 L6 | 1      | −     | −       | −       | −     | −                | −      | NC      |
| Gesamt | Gesamt                  | Gesamt              | Gesamt        | 3      | −     | −       | −       | −     | −                | 1      |         |

#### Einzelergebnisse
| Saison | 1 | 2 | 3 | 4   | 5 | 6 | 7 | 8 |
| ------ | - | - | - | --- | - | - | - | - |
| 1950   |   |   |   |     |   |   |   |   |
|        |   |   |   | DNF | 5 |   |   |   |
| 1951   |   |   |   |     |   |   |   |   |
|        |   |   | 8 |     |   |   |   |   |

| Legende  | Legende            | Legende                                                          |
| Farbe    | Abkürzung          | Bedeutung                                                        |
| -------- | ------------------ | ---------------------------------------------------------------- |
| Gold     | –                  | Sieg                                                             |
| Silber   | –                  | 2. Platz                                                         |
| Bronze   | –                  | 3. Platz                                                         |
| Grün     | –                  | Platzierung in den Punkten                                       |
| Blau     | –                  | Klassifiziert außerhalb der Punkteränge                          |
| Violett  | DNF                | Rennen nicht beendet (did not finish)                            |
| Violett  | NC                 | nicht klassifiziert (not classified)                             |
| Rot      | DNQ                | nicht qualifiziert (did not qualify)                             |
| Rot      | DNPQ               | in Vorqualifikation gescheitert (did not pre-qualify)            |
| Schwarz  | DSQ                | disqualifiziert (disqualified)                                   |
| Weiß     | DNS                | nicht am Start (did not start)                                   |
| Weiß     | WD                 | zurückgezogen (withdrawn)                                        |
| Hellblau | PO                 | nur am Training teilgenommen (practiced only)                    |
| Hellblau | TD                 | Freitags-Testfahrer (test driver)                                |
| ohne     | DNP                | nicht am Training teilgenommen (did not practice)                |
| ohne     | INJ                | verletzt oder krank (injured)                                    |
| ohne     | EX                 | ausgeschlossen (excluded)                                        |
| ohne     | DNA                | nicht erschienen (did not arrive)                                |
| ohne     | C                  | Rennen abgesagt (cancelled)                                      |
| ohne     | keine WM-Teilnahme |                                                                  |
| sonstige | P/fett             | Pole-Position                                                    |
| sonstige | 1/2/3/4/5/6/7/8    | Punktplatzierung im Sprint-/Qualifikationsrennen                 |
| sonstige | SR/kursiv          | Schnellste Rennrunde                                             |
| sonstige | *                  | nicht im Ziel, aufgrund der zurückgelegten Distanz aber gewertet |
| sonstige | ()                 | Streichresultate                                                 |
| sonstige | unterstrichen      | Führender in der Gesamtwertung                                   |

### Le-Mans-Ergebnisse
| Jahr | Team           | Fahrzeug          | Teamkollege           | Platzierung | Ausfallgrund |
| ---- | -------------- | ----------------- | --------------------- | ----------- | ------------ |
| 1937 | Eugène Chaboud | Delahaye 135CS    | Jean Trémoulet        | Ausfall     | Unfall       |
| 1938 | Eugène Chaboud | Delahaye 135CS    | Jean Trémoulet        | Gesamtsieg  |              |
| 1939 | Ecurie Francia | Delahaye 135CS    | Yves Giraud-Cabantous | Ausfall     | Defekt       |
| 1949 | Charles Pozzi  | Delahaye 175CS    | Charles Pozzi         | Ausfall     | Feuer        |
| 1951 | Eugène Chaboud | Talbot Lago T26GS | Lucien Vincent        | Ausfall     | Kühler       |
| 1952 | Eugène Chaboud | Talbot Lago T26GS | Charles Pozzi         | Ausfall     | Unfall       |